# Nhiếp Vinh Trăn
Nhiếp Vinh Trăn (giản thể: 聂荣臻, phồn thể: 聶榮臻, bính âm: Niè Róngzhēn, Wade-Giles: Nieh Jung-chen; 29 tháng 12 năm 1899 - 14 tháng 5 năm 1992) là một trong "thập đại nguyên soái" của Quân Giải phóng Nhân dân Trung Quốc.
Nhiếp Vinh Trăn sinh ra tại huyện Giang Tân tỉnh Tứ Xuyên (nay là quận Giang Tân, Trùng Khánh), là một người được ăn học tử tế, con trai của một gia đình giàu có.
Năm 1920, Nhiếp Vinh Trăn tham gia một nhóm sinh viên Trung Quốc ở Pháp trong một chương trình du học-lao động, nơi đó cậu học kỹ thuật công trình và trở thành một người được che chở (protégé) của Chu Ân Lai. Chu Ân Lai đã tuyển mộ cậu vào năm 1921 khi Nhiếp Vinh Trăn đang học khoa học kỹ thuật ở Bỉ, và cậu đã gia nhập Đảng Cộng sản Trung Quốc năm 1923. Nhiếp đã tốt nghiệp Cao đẳng Hồng Quân Liên Xô và Học viện Quân sự Hoàng Phố, và ban đầu công tác với các chức danh: cán bộ chính trị của Khoa Chính trị Hoàng Phố, nơi Chu Ân Lai làm giám đốc, và trong Hồng quân Trung Quốc.
Trong cuộc Chiến tranh Trung-Nhật lần 2, đầu tiên ông đã được bổ nhiệm làm sư đoàn phó sư đoàn 115 của Bát Lộ Quân, với chỉ huy là Lâm Bưu, và cuối thập niên 1930, ông được phong làm chỉ huy chiến trường gần gũi thành trì Sơn Tây của Diêm Tích Sơn (阎锡山). Trong cuộc Nội chiến Trung Quốc ông đã chỉ huy Quân chiến trường phía bắc Trung Quốc, và với cấp phó của mình là Từ Hướng Tiền, lực lượng của ông đã đánh bại các lực lượng của Phó Tác Nghĩa ở Thiên Tân gần Bắc Kinh. Sau đó từ tháng 8/1949 đến năm 1951 ông giữ chức Thị trưởng thành phố Bắc kinh.
Trong cuộc Chiến tranh Triều Tiên, Nhiếp tham gia trong nhóm ra quyết định chỉ huy cấp cao, hoạch định chiến dịch và chia sẻ trách nhiệm huy động chiến tranh. Nhiếp được phong làm nguyên soái năm 1955 và sau này đảm trách Chương trình vũ khí hạt nhân Trung Quốc. Ông được cử giữ chức Phó chủ tịch Ủy ban Quốc phòng, Phó chủ tịch Quân ủy Trung ương, Phó thủ tướng kiêm Chủ nhiệm Ủy ban Khoa học kỹ thuật quốc gia...
Ông đã bị thanh trừng trong thời kỳ Cách mạng văn hóa.
Năm 1979, Nhiếp được giao làm phó tư lệnh chiến dịch tấn công Việt Nam.